# 안선미
안선미(安宣灖, 1972년 8월 2일 ~ )는 대한민국의 농구 선수로 포지션은 포워드이다. 1991년 은광여자고등학교를 졸업하고 실업팀 국민은행에 입단했다. 1996년 애틀랜타 올림픽에 국가대표로 출전했다.

## 경력
- 은광여자고등학교
- 국민은행 여자농구단